# Herderův institut

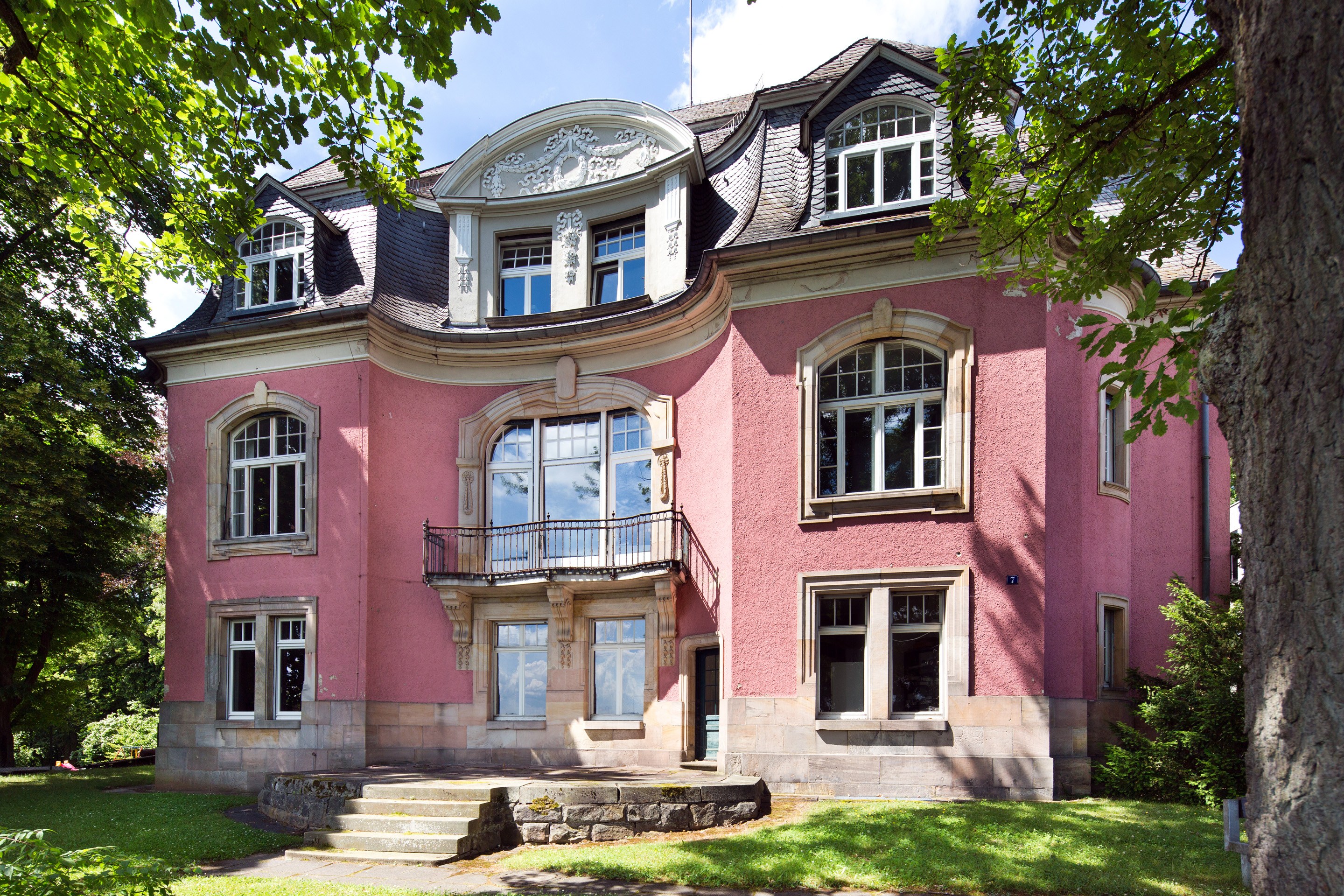
Herderův institut v Marburku ('Hensel-Villa')

Herderův institut (německy: Herder-Institut für historische Ostmitteleuropaforschung – Institut der Leibniz-Gemeinschaft) je mezinárodní mimouniverzitní pracoviště pro výzkum dějin střední a východní Evropy, nesoucí jméno po Johannu Gottfriedu Herderovi. Sídlí v Marburgu v Hesensku. Je členem Leibniz-Gemeinschaft.
Herderův institut se zabývá výzkumem historie a kultury Polska, Česka, Slovenska, Estonska, Lotyšska, Litvy a Kaliningradské oblasti od středověku do současnosti, především s důrazem na německé osídlení. Kromě výzkumu institut spravuje rozsáhlé sbírky a knihovnu, která se vztahuje k dějinám střední a východní Evropy.
Herderův institut vydává recenzovaný časopis Zeitschrift für Ostmitteleuropa-Forschung.

## Oddělení
Knihovna (obsahuje asi 350 tisíc svazků, 1300 periodik) se zaměřuje na dějiny, kulturu a vlastivědu zemí střední a východní Evropy. Velký důraz je sbírání šedé literatury a samizdatu.

Vědecké sbírky se zaměřují na dokumentaci kultury zemí střední a východní Evropy. Obsahují obrazový archiv (550 tisíc dokumentů), sbírku map (33 tisíc) a archiv (600 bm).

Vědecké fórum. Herderův institut se snaží být mezinárodním vědeckým fórem pro výzkum střední a východní Evropu, pořádá mezinárodní workshopy, uděluje stipendia pro badatele a věnuje se i popularizaci svého výzkumu.

## Dějiny
Herderův institut byl založen 29. dubna 1950. U jeho zrodu stáli humanitní a sociální vědci, kteří dříve působili v oblastech německého osídlení střední a východní Evropy. Jejich záměrem bylo vytvořit výzkumné pracoviště zemí a národů střední a východní Evropy. První generace vědců byla silně spojena s tradicemi německého Ostforschung. Výzkum byl silně zaměřen na historii německého osídlení. Věnoval se dokumentování kultury a politiky Němců, přičemž v této době se věřilo, že vysídlení Němci se do těchto oblastí v budoucnu vrátí. Koncem 60. let došlo ke generační výměně, která byla spojena i změnou přístupu k bádání. Vědci z Herderova institutu začali navazovat kontakty s vědci z jiných zemí střední a východní Evropy. Začal být kladen důraz na to, aby bylo na dějiny střední a východní Evropy pohlíženo i z perspektiv jiných národů. Tato nová orientace se ještě více projevila po pádu komunistických režimů v zemích bývalého sovětského bloku. Od 90. let začala intenzivnější spolupráce se zahraničními historiky a začal být kladen důraz na internacionalizaci výzkumu.